# Тифон (пристрій)

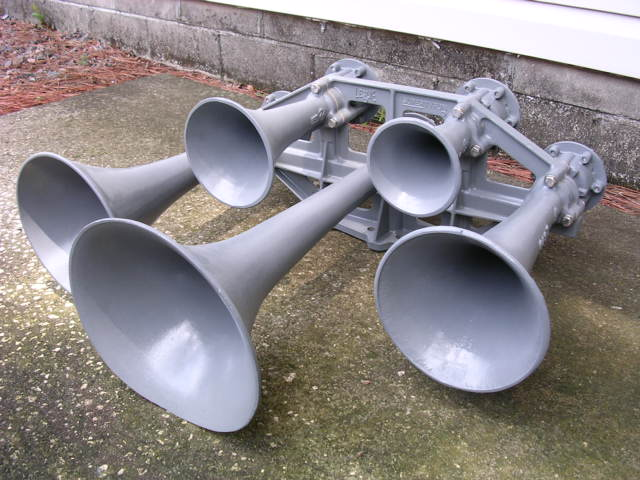
Локомотивний тифон LeslieS5T

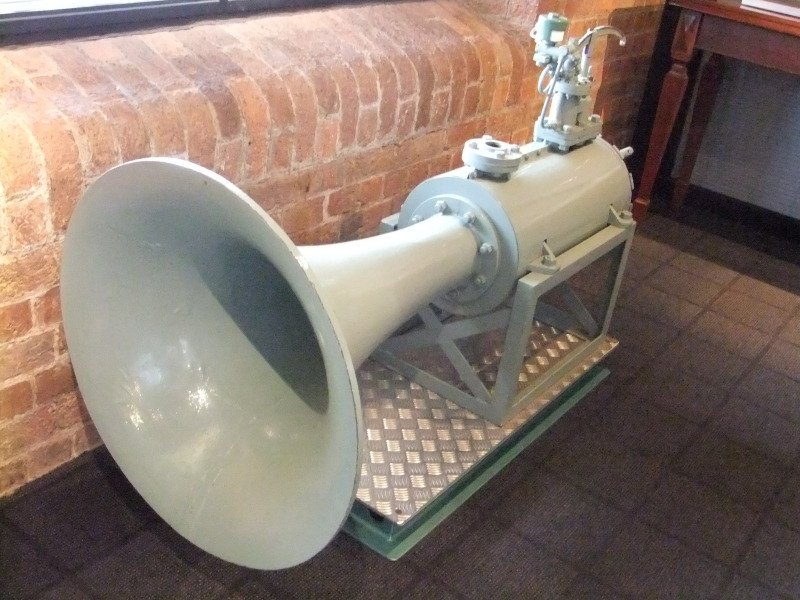
Паровий свисток із супертанкера

Тифо́н (від імені міфічного Тифона), також тайфон (від англ. typhon) — пневматичний пристрій для подачі звукових сигналів високої потужності (з усіх повітряних звукосигнальних засобів є найпотужнішим). Використовується в навігації (на суднах і маяках) та залізничних локомотивах. Являє собою металевий корпус з затиснутою в ньому набірною мембраною. Стиснене повітря, подаване в тифон, змушує мембрану коливатися; коливання через резонансну камеру надходять у напрямний рупор.
Тифони, поряд з наутофонами (туманними горнами) встановлюються на суднах і маяках (а також інших знаках навігаційної обстановки) для подачі туманних сигналів. Тифони встановлювалися на паровозах пізніх конструкцій, поряд з традиційними для них паровими свистками. На сучасних локомотивах тифони використовуються разом з пневматичними свистками: тифони подають гучний сигнал низького тону, свисток — тихий високого тону. Крім того, застосовуються і ревуни — пристрої, що поєднують у своїй конструкції тифон і свисток.